# Cyathostemma viridiflorum
Cyathostemma viridiflorum là loài thực vật có hoa thuộc họ Na. Loài này được Griff. mô tả khoa học đầu tiên năm 1854.